# Dvojčka (roman)
Dvojčka je roman, zasnovan na avtobiografski izkušnji pisatelja Žarka Petana. Izšel je leta 1988. Zgodba poteka v času druge svetovne vojne in v obdobju nove SFRJ neposredno po njej.
Prvoosebni pripovedovalec (pisatelj) začenja zgodbo o sebi in bratu Branku. Roman je zasnovan kot zaporedje sedmih pisem, ki jih Branko, pisateljev starejši brat – glede na le leto starostne razlike sta skoraj dvojčka, v zaporedju spominov niza kot živo podobo obujanja mladosti. Branko živi na tujem, v Stuttgartu, kjer dela kot sodni tolmač. Domovino je zapustil trideset let prej, zdaj je nemški državljan z nemško ženo. V pismih stopa skupaj z bratom, ki jih komentira in dopolnjuje, po poteh mladosti, ki vodijo do matere in očeta, sorodnikov, znancev, prijateljev, sošolcev, do skupnega bivanja v Sloveniji in Trstu. Maribor živi kot fabulativno izhodiščno in povezovalno mesto, pa tudi kot mesto, ki mu zgodovina – tako kot posameznikom v njem – ni prizanašala in v katerem se je bilo življenje prisiljeno kar naprej silovito spreminjati.